# Come Back to Me
Come Back to Me – pierwszy singel Vanessy Hudgens z jej debiutanckiego albumu V. Piosenka rozpoznawalna jest również pod nazwą "Baby Come Back". Premiera tego teledysku miała miejsce 25 sierpnia 2006 r. w USA. Debiutował przy światowej premierze filmu Dziewczyny Cheetah 2. Premiera w USA w radiu była 10 października 2006 r; a w Wielkiej Brytanii 7 lipca 2007 r. Piosenka jest gatunku pop z mieszanką dance. Produkcja odbyła się w Hollywood. W teledysku występuje m.in. jej młodsza siostra Stella Hudgens oraz koleżanka Alexa Nikolas. 

## Oficjalne wersje piosenki
- Chris Cox club mix
- Bimbo Jones club mix
- Chrix Cox club edit
- Bimbo Jones club mix
- Bimbo Jones radio edit
- Wersja oryginalna, czyli z albumu
- Wersja - singel
- Radio edit w/o rap